# Pesca col vivo
La pesca col vivo è una tecnica di pesca sportiva indirizzata alla cattura di predatori tramite l'uso di una esca naturale viva. I pesci catturabili tramite questa tecnica sono ad esempio la lecce amia, i pesci serra, spigole, ricciole, dentici, barracuda, lucci, persici reali, etc..)

## La tecnica
La tecnica consiste in tre fasi fondamentali:
1. Cattura dell'esca: le esche migliori da usare e quindi da catturare, sono i piccoli muggini, generalmente di dimensioni comprese tra i 7 e i 10 centimetri, piccoli sparidi (sparli) sempre delle stesse dimensioni o cefalopodi, primo tra tutti il calamaro apprezzatissimo dal dentice. La loro cattura può essere eseguita con l'uso di piccoli ami nº 18-22 e terminali sottili.12-.10-.08 soprattutto nel caso del muggine. Le esche da utilizzare sono il pane francese per il muggine o il bigattino per gli sparli. Una buona tecnica è caratterizzata dall'uso della bolognese. Per i cefalopodi sarà invece opportuno l'utilizzo di totanare armate da appositi artificiali.
2. Innesco dell'esca viva. Una volta catturata l'esca si può procedere al suo innesco che avviene fissando due-tre ami di grosse dimensioni sul dorso del pesce lungo la spina dorsale. Sarà opportuno, quando si  pescano predatori dotati di particolare dentatura (quali il serra o il dentice), utilizzare il cavetto d'acciaio come terminale per evitare possano reecidere la lenza con i loro denti affilati.
3. Fase di pesca. Compiute le operazioni precedenti si può iniziare a pescare. Calate le lenze in acqua si lascia correre via l'esca fino al punto che si ritiene propizio per poi fermare il filo e aprire la frizione usando mulinelli muniti di bait runner o seguendo la cima della canna con frizione regolata in modo da attendere la furiosa mangiata del predatore, attratto dal pesciolino in difficoltà, e ferrare con decisione.